# Krajinski park Mariborsko jezero
Krajinski park Mariborsko jezero obsega reko Dravo z obrežnim pasom med občinsko mejo z občino Ruše in elektrarno Mariborski otok. Za krajinski park je bilo Mariborsko jezero razglašeno 30. novembra, 1992.
Mariborsko jezero z okolico je pomembno mariborsko rekreacijsko območje. S svojo krajinsko podobo, gozdovi, ki ga obrobljajo na desnem bregu, in nastajajočimi obvodnimi habitati ter plitvinami predstavlja naravovarstveno pomembno območje. 
Bazen HE Mariborski otok je privlačna rekreacijska površina. V zadnjem desetletju so Dravske elektrarne Maribor uspešno sanirale številne turistično-rekreacijske točke na jezeru. Poglobljeni privezi in dna pri čolnarnah ter turističnih objektih, ureditev iztoka pritoka in izvedba umetnih otočkov ohranjajo in razširjajo razvojne turistične možnosti jezera.

## Mariborski otok
Glejte glavni članek Mariborski otok
Mariborski otok predstavlja naravno posebnost, je pravi rečni otok in edini te vrste v Sloveniji. Prekriva ga bogata gozdna združba s podrastjo, kjer rasejo številne redke rastline, dom pa nudi tudi številnim pticam. Prav zaradi tega je razglašen za naravni spomenik, saj je vpliv človeka že dodobra spremenil podobo otoka. 

## Mariborsko jezero
Glejte glavni članek Mariborsko jezero
Mariborsko jezero je nastalo z zajezitvijo reke Drave ob gradnji HE Mariborski otok. Z zajezitvijo reke Drave z jezovno zgradbo je nastalo akumulacijsko jezero dolžine 15,5 km, ki sega vse do zgoraj ležeče elektrarne Fala. Vsebuje 13,1 milijona m³ vode, od katerih se lahko 2,1 milijona m³ izkoristi za proizvodnjo električne energije.  
Tu smo priča procesa, ko velikanski poseg v naravo ni povzročil zgolj uničenja različnih biotopov, ampak so se razvili tudi novi. Poleg razraslega obrežnega gozda so nastale plitvine, ki jih porašča obvodno rastlinje, s čimer je nastal nov dragocen življenjski prostor.